# Oscar Peterson

Oscar Peterson (1977)

Oscar Emmanuel Peterson, CC, CQ, O.Ont (* 15. August 1925 in Montréal; † 23. Dezember 2007 in Mississauga) war ein kanadischer Jazz-Pianist und -Komponist. Duke Ellington nannte ihn den „Maharaja der Tasten“. Er veröffentlichte über 200 Aufnahmen, gewann sieben Grammys und zahlreiche weitere Auszeichnungen in seiner Karriere. Er wird als einer der erfolgreichsten Jazz-Pianisten aller Zeiten angesehen. In seiner 65-jährigen Karriere spielte er auf Tausenden Konzerten. 

## Biographie

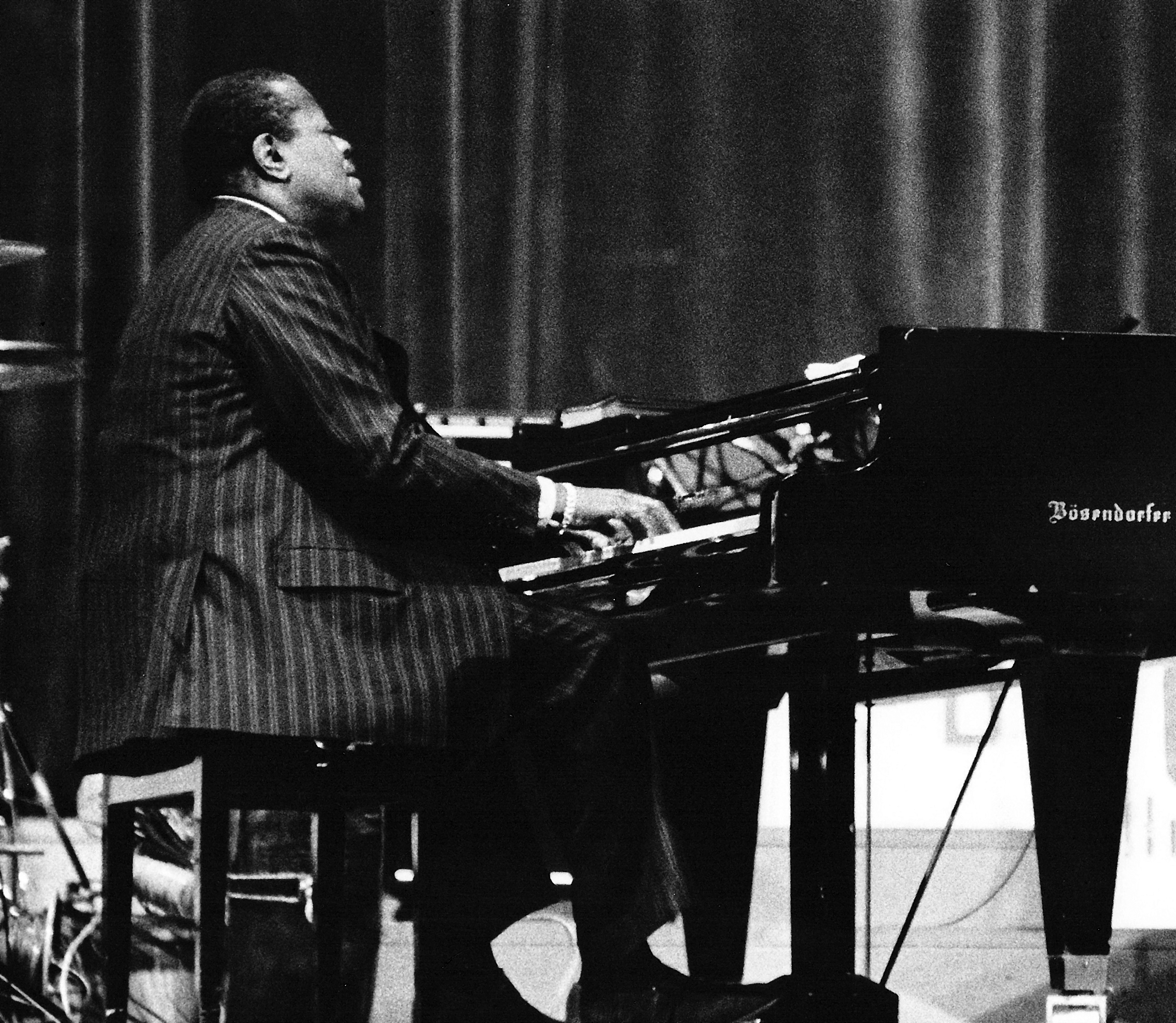
Oscar Peterson 1977 in München

Petersons Eltern, die aus der Karibik eingewandert waren, und seine Geschwister spielten in einer Familienband, die ihn im Alter von fünf Jahren zunächst an der Trompete ausbildete. Wegen einer Tuberkulose-Erkrankung wechselte er mit sechs Jahren zum Klavier, auf dem ihn seine Schwester Daisy unterrichtete.
Der Sieg in einem Amateur-Wettbewerb machte ihn bereits mit 14 Jahren so populär, dass er eine eigene lokale Rundfunkshow bekam. 1944 wurde er Mitglied im Johnny Holmes Orchestra, wo er das Komponieren und Arrangieren lernte. Drei Jahre später gründete er mit Bert Brown (Bass) und Frank Gariepy (Schlagzeug) sein erstes Trio, dessen Auftritte in der Alberta Lounge in Montreal regelmäßig von einer lokalen Radiostation übertragen wurden. Dort entdeckte ihn 1949 Norman Granz, der ihn im Rahmen seiner Jazz-at-the-Philharmonic-Tournee als Überraschungsgast in der New Yorker Carnegie Hall präsentierte. Zwei Jahre lang tourten sie gemeinsam durch die amerikanischen Konzertsäle.
1952 gründete Peterson ein neues Trio mit dem Bassisten Ray Brown und dem Gitarristen Barney Kessel, der ein Jahr später durch Herb Ellis ersetzt wurde. Mit dem Schlagzeuger J. C. Heard zum Quartett erweitert, begleitete er Lester Young (Lester Young with the Oscar Peterson Trio). Nach dem Austritt von Ellis 1958 nahm Peterson mit Ed Thigpen wieder einen Schlagzeuger in seine Band auf, die bis 1965 in dieser Formation bestehen blieb, wie besonders eindrucksvoll in den Alben Night Train von 1962 und We Get Requests von 1965 zu hören. Diese beiden Trios gehören bis heute zu den erfolgreichsten der Jazzgeschichte.
Ab Mitte der 1950er Jahre begannen zahlreiche Aufnahmen und Konzerte mit allen bekannten Jazz-Größen wie Ella Fitzgerald, Billie Holiday, Carmen McRae, Louis Armstrong, Lester Young, Count Basie, Charlie Parker, Quincy Jones, Stan Getz, Coleman Hawkins, Dizzy Gillespie, Roy Eldridge, Clark Terry, Freddie Hubbard und dem Modern Jazz Quartet. Parallel dazu entwickelte er ab Ende der 1960er Jahre eine Solo-Karriere, deren Aufnahmen zu seinen größten Erfolgen gehören.

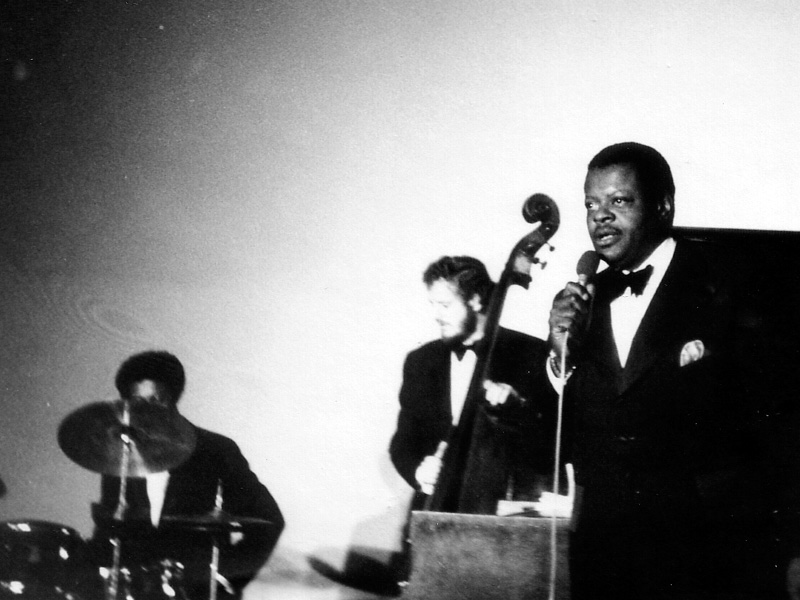
Das Oscar Peterson Trio in der Besetzung Niels-Henning Ørsted Pedersen (Bass) und Louis Hayes (Schlagzeug) 1971 während eines Konzerts in Aachen

Mitte der 1960er Jahre verließ Ray Brown das Trio, später spielte an seiner Stelle der dänische Bassist Niels-Henning Ørsted Pedersen (aber auch Dave Young). Gelegentlich spielte auch der Gitarrist Joe Pass einige Aufnahmen mit ein. 1978 wurde er als einer von zwei Künstlern in die neu gegründete Canadian Music Hall of Fame aufgenommen. Aufgrund seiner Beliebtheit bekam Peterson in den 1980er Jahren eine eigene Fernsehshow, in der er zahlreiche Jamsessions mit bekannten Jazzmusikern gab.
1984 komponierte Peterson für den Sender BBC eine Vertonung der Leidensgeschichte Jesu, die Easter Suite in neun Sätzen. Sie gilt als ein wenig bekanntes Meisterwerk von Peterson, da sie zunächst nur einmal – im BBC-Fernsehen – mit Peterson am Klavier aufgeführt wurde. In jüngerer Zeit wurde die Easter Suite vom Jazz Trio Kordes, Tetzlaff & Godejohann wiederentdeckt und erfolgreich in über hundert Konzerten aufgeführt, was 2006 in einer neuen Einspielung auf CD mündete.
Insgesamt spiegelt sich sein Ruhm in den sieben Grammys wieder, die er zwischen 1975 und 1991 bekam. 1993 wurde er mit dem Glenn-Gould-Preis, 1999 mit dem Praemium Imperiale der Japan Art Association für sein Lebenswerk ausgezeichnet. Während seiner Karriere machte er sich mit allen Musikstilen des Mainstream Jazz vertraut. Dennoch entwickelte er einen sehr eigenen, typischen Klavierstil, der auf den meisten Aufnahmen leicht wiederzuerkennen ist. Oscar Peterson produzierte weit über 100 Musikalben.
Während eines Auftritts im New Yorker Blue-Note-Club erlitt er 1993 einen Schlaganfall, von dem er sich in den nächsten Jahren so weit erholte, dass er einhändig Konzerte geben konnte. 1995 entstanden Aufnahmen mit seinen Kollegen Benny Carter und Clark Terry (The More I See You), im folgenden Jahr mit Musikern der nächsten Generation wie Roy Hargrove und Ralph Moore. 1998 gastierte er noch einmal in München mit Ulf Wakenius sowie im New Yorker Blue Note mit Milt Jackson (The Very Tall Band). Sein letztes Konzert in Deutschland gab Peterson zusammen mit Ulf Wakenius (Gitarre), Dave Young (Bass) und Alvin Queen (Schlagzeug) am 28. August 2005 in der Dresdner Semperoper.
Oscar Peterson war viermal verheiratet. Er starb mit 82 Jahren an Nierenversagen in seinem Haus in Mississauga. Er wurde auf dem Saint Peter’s Anglican Church Cemetery im Stadtviertel Erindale seines Wohnortes beigesetzt. Er hinterließ seine Frau Kelly, eine gemeinsame Tochter (* 1991) und sieben weitere Kinder.

## Diskografie (Auswahl)
Eine Auswahl wichtiger Alben von Oscar Peterson fand angesichts des großen Umfangs seines Werkes anhand der Bewertungen des Penguin Guide to Jazz von Richard Cook und Brian Morton statt. Es wurden nur Alben aufgenommen, die die höchste (****) bzw. zweithöchste (***(*)) Bewertung erhielten. Als bestes Werk Petersons sehen die Autoren das Album Night Train an, aufgenommen im Dezember 1962. Auch das Magazin Rolling Stone wählte Night Train 2013 in seiner Liste Die 100 besten Jazz-Alben auf Platz 53.
Nachfolgend einige bemerkenswerte Alben: 
- 1955: At Zardi’s (Pablo)
- 1956: The Oscar Peterson Trio at the Stratford Shakepearean Festival (Verve)
- 1957: Oscar Peterson Trio at the Concertgebouw (Verve)
- 1958: Tenderly (Just a Memory)
- 1959: Ben Webster Meets Oscar Peterson (Verve)
- 1961: The Trio (Verve)
- 1962: Very Tall (Verve)
- 1962: West Side Story (Verve)
- 1962: Night Train (Verve)
- 1964: Canadiana Suite (Limelight Records)
- 1964: Exclusively for My Friends (MPS, 1964–1968),
- 1965: We Get Requests (Verve)
- 1968: Mellow Mood (MPS)
- 1969: Hello Herbie (MPS)
- 1969: Motions and Emotions, mit Orchester, arrangiert von Claus Ogerman (MPS)
- 1971: Great Connection (MPS)
- 1971: Tracks (MPS)
- 1973: The Trio (Pablo)
- 1973: The Good Life (Pablo)
- 1974: The Giants (Pablo)
- 1974: Count Basie Encounters Oscar Peterson – Satch and Josh (Pablo)
- 1975: The Oscar Peterson Big 6 at Montreux (Pablo)
- 1975: Oscar Peterson And Roy Eldridge (Pablo)
- 1975: Oscar Peterson & Harry Edison (Pablo)
- 1976: Porgy and Bess (Pablo)
- 1978: Count Basie & Oscar Peterson (Pablo)
- 1978: The Timekeepers – Count Basie Meets Oscar Peterson (Pablo)
- 1980: Skol (Pablo)
- 1980: Live at the Northsea Jazz Festival the Hague, Holland 1980 (Pablo)
- 1981: Nigerian Marketplace (Pablo)
- 1982: Freedom Song - The Oscar Peterson Big 4 in Japan ’82 (Pablo)
- 1983: If You Could See Me Now (Pablo)
- 1983: A Tribute to My Friends (Pablo)
- 1986: Time After Time (Pablo)
- 1991: The Legendary Oscar Peterson Trio: Saturday Night at the Blue Note (Telarc)
- 1996: Oscar Peterson Meets Roy Hargrove and Ralph Moore (Telarc)
- 1999: A Summer Night in Munich (Telarc)
- 1999: The Very Tall Band Live at the Blue Note (Telarc)
- 2023: Con Alma – Live in Lugano 1964[7]

## Grammy-Auszeichnungen
- 1974: Best Jazz Performance einer Gruppe The Trio - Oscar Peterson, Joe Pass and Niels-Henning Ørsted Pedersen
- 1977: Best Jazz Performance eines Solisten The Giants - Oscar Peterson
- 1978: Best Jazz Instrumental Performance, Solist Oscar Peterson Jam – Montreux '77
- 1979: Best Jazz Instrumental Performance, Solist Oscar Peterson and The Trumpet Kings – Jousts - Oscar Peterson
- 1990: Best Jazz Instrumental Performance, Band The Legendary Oscar Peterson Trio Live at the Blue Note
- 1990: Best Jazz Instrumental Performance, Solist The Legendary Oscar Peterson Trio Live at the Blue Note
- 1991: Best Jazz Instrumental Performance, Band Saturday Night at the Blue Note
- 1997: Lifetime Achievement Award als Instrumental-Solist

## Sammlungen
- 2014: Oscar Peterson - Exclusively For My Friends (Edel, MPS Records) AAA Reissue Series, sechs Schallplatten
- 2008: The Complete Clef/Mercury Studio Recordings of the Oscar Peterson Trio (1951-1953), (Mosaic), sieben CDs mit Barney Kessel, Ray Brown, Irving Ashby, Alvin Stoller - auf dieser Sammlung findet man auch acht Titeln mit Oscar Peterson voc
- Oscar Peterson - The Pablo-CD-Collection – 10 CDs mit Niels-Henning Ørsted Pedersen, Joe Pass, Barney Kessel, Ray Brown, Terry Clark dm, Herb Ellis, Sam Jones, Bobby Durham, George Mraz, Martin Drew, Benny Carter, Dave Young, Toots Thielemans